# Li Ju

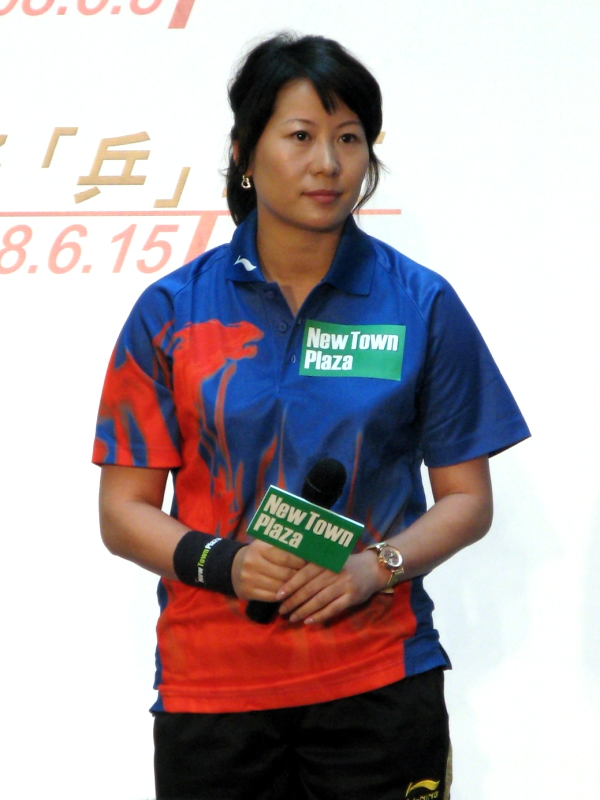

Li Ju (Nantong, 22 januari 1976) is een Chinees voormalig tafeltennisster. Ze werd in 1997 enkelspelkampioen op de ITTF Pro Tour Grand Finals en won samen met Wang Nan zowel dat jaar als in 1998 en 1999 het dubbelspeltoernooi. Het duo werd in 1999 en in 2001 eveneens wereldkampioen dubbelspel en won het goud voor vrouwenduo's op de Olympische Zomerspelen 2000.
Li Ju werd in 2005 opgenomen in de ITTF Hall of Fame.

## Loopbaan
De rechtshandige Li Ju behaalde haar eerste grote titels toen ze in 1997 zowel het enkel- als dubbelspelspeltoernooi van de ITTF Pro Tour Grand Finals won. Een jaar eerder haalde ze ook de eindstrijd van het individuele evenement, maar legde het toen nog af tegen haar landgenote Deng Yaping. Haar mannelijke speelstijl leverde haar de bijnaam 'Tomboy' op. Samen met haar dubbelpartner Wang Nan speelde Li Ju in 1997 eveneens haar eerste WK-finale, waarin opnieuw Deng Yaping (samen met Yang Ying) haar de weg versperde naar goud. Het duo Wang Nan/Li Ju trof in de eindstrijd van zowel het wereldkampioenschap 1999 als 2001 opnieuw Yang Ying in de finale, die samen met Sun Jin nu wel beide keren het onderspit dolf.
Li Ju en Wang Nan verlengden zowel in 1998 als 1999 met succes hun dubbelspeltitel tijdens de ITTF Pro Tour Grand Finals, waarbij Ju in '99 tevens opnieuw de eindstrijd in het enkelspel haalde. De Taiwanese Chen Jing voorkwam dat de Chinese haar tweede titel van het toernooi won dat jaar.
Li Ju en Wang Nan domineerden als nummers twee en één op de ITTF-wereldranglijst op de Olympische Zomerspelen 2000 het vrouwelijke tafeltennistoernooi. Samen pakten ze met overmacht goud in het dubbelspel door met 3-0 voor de zoveelste keer het duo Sun Jin/Yang Ying met zilver naar huis te sturen. In de enkelspelfinale stonden Li Ju en Wang Nan juist tegenover elkaar aan tafel. Ju kwam met 2-1 in games voor, maar legde het toch met 2-3 af tegen haar dubbelpartner.
Li Ju leek in 2001 te gaan stoppen met tafeltennis, maar keerde in 2003 terug in het circuit. In april 2005 vond ze het na vier jaar gevuld met veel blessureleed uiteindelijk welletjes en stopte ze met competitief spelen. Ondanks veel door haar lichaam gedwongen afzeggingen stond Li Ju op dat moment nog op een vijftiende plaats op de wereldranglijst.

## Erelijst
Belangrijkste resultaten:
- Olympisch kampioen dubbelspel 2000 (samen met Wang Nan)
- Zilver in het enkelspel op de Olympische Zomerspelen 2000 (verliezend finaliste tegen Wang Nan)
- Wereldkampioen dubbelspel 1999 en 2001 (beide met Wang Nan)
- Winnares WK landenploegen 1997, 2000, 2001 en 2004
- Winnares World Cup enkelspel 2000 (verliezend finaliste in 1997 en 1998)
- Winnares Aziatische Spelen dubbelspel 1998
- Winnares Aziatisch kampioenschap enkelspel 1998
- Winnares Aziatisch kampioenschap dubbelspel 1996 en 1998

ITTF Pro Tour:
- Winnares ITTF Pro Tour Grand Finals enkelspel 1997
- Winnares ITTF Pro Tour Grand Finals dubbelspel 1997, 1998 en 1999 (allen met Wang Nan)

Enkelspel:
- Winnares Italië Open 1996
- Winnares Joegoslavië Open 1996
- Winnares China Open 1997, 1999 en 2000
- Winnares Qatar Open 1998
- Winnares Japan Open 1998

Dubbelspel:
- Winnares Joegoslavië Open 1996 (met Wang Nan)
- Winnares Libanon Open 1997 (met Wang Nan)
- Winnares Qatar Open 1998 (met Wang Nan)
- Winnares Japan Open 1998 (met Wang Nan)
- Winnares Oostenrijk Open 1999 (met Wang Nan)
- Winnares China Open 2003 (met Bai Yang)

1988: Yang Young-ja / Hyun Jung-hwa ·
1992: Deng Yaping / Qiao Hong ·
1996: Deng Yaping / Qiao Hong ·
2000: Li Ju / Wang Nan ·
2004: Zhang Yining / Wang Nan